# 1906 aux échecs
| Années des échecs : 1903 - 1904 - 1905 - 1906 - 1907 - 1908 - 1909    |
| Décennies des échecs : 1870 - 1880 - 1890 - 1900 - 1910 - 1920 - 1930 |

Cet article présente les faits marquants de l'année 1906 aux échecs.

## Championnats nationaux
- Belgique : Edward Empson Middleton remporte un championnat, non officiel[1].
- Canada : Magnus Smith remporte le championnat[2].
- Écosse : Dr. Ronald Cadell Macdonald remporte le championnat[3].

- Royaume-Uni de Grande-Bretagne et d'Irlande : Henry Atkins remporte le championnat[4].
- Empire russe : Georg Salwe remporte le championnat[5],[Note 1].
- Suisse : Moritz Henneberger et Walter Henneberger remportent le championnat [6].

## Divers
- Première parution du Norsk Sjakkblad[7], journal échiquéen norvégien.

## Naissances
- Vera Menchik
- Cecil Purdy

## Nécrologie
- 2 février : Augustin Neumann (en)
- 7 mai : Max Judd
- 17 Juin : Harry Nelson Pillsbury